# 老舍
舒庆春（1899年2月3日—1966年8月24日），字舍予，笔名老舍、絜青、鸿来、非我等，北京满族正红旗，近代中国小说家、散文家、剧作家、曲艺家、收藏家，被广泛认为是中国近现代文学的代表人物。其代表作有长篇小说《駱駝祥子》、《四世同堂》；话剧《茶馆》等。
1899年2月3日，老舍出身于北京一个贫苦的旗人家庭。1918年，老舍自北京师范学校毕业，担任小学校长、劝学员等职，并在缸瓦市教堂洗礼，成为基督教徒。1924年，受举荐的老舍前往伦敦大学东方学院担任中文讲师，并撰写《老张的哲学》、《赵子曰》与《老马》，开始从事真正意义上的文学创作。
1951年12月，因为《龙须沟》的巨大影响力，被北京市人民政府授予“人民艺术家”称号。
1966年文化大革命，老舍被押着，在焚毁京剧服装的大火前下跪並遭毒打（“八二三事件”），翌日投湖自盡或被殴殺抛湖。1978年初得到平反。

## 生平

### 貧苦童年
本姓舒穆祿（一说舒舒覺羅，皆待考证）。對於老舍是否會滿語，沒有足夠的資料證明老舍是否曾經學習過或會滿文和滿語，但是通過作品我們可以認為老舍至少懂滿語的語法結構方式。关于老舍的旗籍，老舍儿子舒乙说家世已不可考，而老舍的学生民俗学家金受申，依据老舍家族聚居地、墓地、出生地均在北京正黄旗地界，认定为正黄旗。但因为老舍写作《正红旗下》一书缘故，多被认为是正红旗。
1899年，老舍生于北京旗人家庭，其家当时住在今小杨家胡同。次年，八國聯軍進攻北京。老舍的父親永壽身為護軍營鎮守正陽門（《清史稿》作天安門），面對來犯的日本軍隊力戰殉國。八國聯軍攻入北京後，老舍家曾遭意大利军人劫掠，老舍當時才一歲半，因为一个倒扣在身上的箱子幸免于难。
父親死後，老舍與母親相依為命，生活清貧。直到九歲，老舍受旗人刘德绪（字壽綿）资助入私塾讀書。1913年，老舍考入京师第三中学（现北京三中），数月后因经济困难退学，同年考取公费的北京师范学校，1918年以第五名的总成绩毕业，直接派任京师第十七初级及高等小学（现方家胡同小学）校长，两年后晋升为北郊劝学员，在勸學所工作。两年后，老舍因和上级不和主动辞职，到天津南开中学教书。1921年起在北京教育会任文书，北京地方服务团干事，并在北京一中兼课，同时在燕京大学补习英文，於1922年受洗成為基督徒。期间，他深受五四运动影响，在其后所撰杂文中说：“‘五四’给了我一个新的心灵，也给了我一个新的文学语言。……感谢‘五四’，它叫我变成了作家”。

### 赴英講學
1924年，在北京缸瓦市伦敦会基督教堂主持人宝广林和燕京大学英文教授易文思（Robert Kenneth Evens）的推荐下，老舍赴英国任伦敦大学东方學院华语讲师。在英期间，老舍录制了灵格风汉语声片教材《言语声片》，帮助翻译家艾支顿英译《金瓶梅》（于1939年正式出版），并阅读大量英文作品，开始文学创作。1926年，老舍在《小说月报》上发表了第一部长篇小说《老张的哲学》。1929年夏季，他离開英國，途经新加坡并逗留半年，在华侨中学任教，创作以新加坡为背景的小说《小坡的生日》。1930年春季，他返回到北京，通过朋友介绍，认识了画家胡絜青。1931年4月二人定婚。7月，在罗常培先生主持下，胡絜青和老舍在灯市口一家三层楼的旅馆里结了婚。到1937年先后任教于济南的齐鲁大学和青岛的山东大学。此间，他看到国民革命军北伐后的国家状况，创作了长篇小说《大明湖》，为所有蒙受侵略之苦的祖国人民抒发愤慨。小说中，他首次描写了共产党人的形象。1936年老舍写出长篇小说文学代表作《骆驼祥子》。

### 戰時回國
1937年，七七事变爆发后。老舍离别家小（长女4岁，儿子2岁，幼女还不满3个月）奔赴国难。1938年初，中华全国文艺界抗敌协会于武汉成立，老舍被推为常务理事和总务部主任，同年随文协迁到重庆，自此主持文协工作直至抗战胜利。1938年结识了赵清阁，二人开始婚外同居，共同创作。1943年胡絜清带着三个孩子辗转五十多天，越过三条封锁线，艰难到达重庆，情妇赵清阁不得不离开重庆去了上海。抗战期间老舍团结和组织广大文艺工作者，利用各种文艺形式为抗日贡献。他自己也以团结抗日为题材，运用各种文学体裁创作了大量作品。其中的代表作为长篇小说《四世同堂》。

### 1949年後的創作

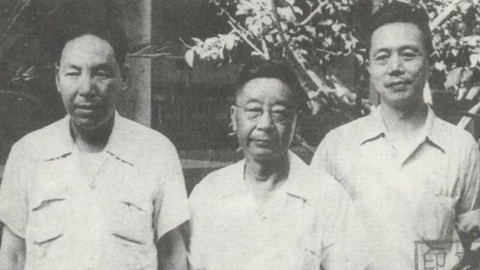
趙樹理、老舍、楊朔1957年合影

抗战结束后，1945年老舍到上海企图与情妇赵清阁复合，但因为老舍妻子也到上海，老舍与赵清阁未能继续发展。老舍于1946年3月接受美国国务院邀请，赴美讲学。在美国写完了《四世同堂》第三部及长篇小说《鼓书艺人》。1949年12月，应周恩来委托文艺界之邀回到北京。国内工作期间，曾任政务院文教委员会委员、中国文联副主席、中国作家协会副主席兼书记处书记、全国人民代表大会代表、中国人民政治协商会议全國委員會常务委员会委员、北京市人民政府委员、中国民间文艺研究会副主席、北京市文联主席等职。
自1950年起，老舍写了一些歌颂新成立的中华人民共和国的作品，以话剧《龙须沟》为代表。剧本通过大杂院几户人家的悲欢离合，写出了历尽沧桑的北京和备尝艰辛的城市贫民正在发生的天翻地覆的变化。老舍因《龙须沟》获得北京市人民政府颁发的人民艺术家称号。1954年，他当选为第一届全国人大代表。9月，他出席第一届全国人大第一次会议讨论宪法草案，期间并发言。1956年到1957年，老舍创作了话剧《茶馆》。以一座茶馆作为舞台，描寫了清末、北洋军阀时期、国民党时期3个时代中茶館中各色人物生活上的變遷，反映中華人民共和國成立前中國的社會生活。老舍的话剧艺术在这个剧本中有重大突破。《茶馆》是当代中国话剧舞台最享盛名的保留剧目，继《骆驼祥子》之后，再次为老舍赢得国际声誉。
1959年，老舍曾经的情妇赵清阁因没有工作，写信向老舍求助，老舍寄去当时的巨款800元钱，被妻子发现，引发夫妻极大矛盾，妻子一怒之下举报了老舍的作风问题，老舍开始遭到批判。
1962年開始，許多文藝作品遭到中共当局批判，老舍被迫停止了《正紅旗下》的創作。1965年3月—4月，老舍率領中國作家代表團訪問日本。回到中國后，將旅日見聞寫成長篇散文《致日本作家的公開信》，但沒有被獲准發表，老舍只得被迫停筆。此后老舍曾試圖參加文藝工作隊，想通過寫竹板快書、相聲等來宣傳計劃生育、科學種田，但是也未獲批准。1966年春季，老舍獨自前往北京郊區順義縣以養豬而聞名的陳各莊，跟當地農民生活在一起，寫了一篇科學養豬的快板书《陈各庄上养猪多》，成为他公开发表的最后一篇作品。

### 参与政治运动
在1950年代，老舍几乎参加过文艺界所有的政治斗争，包括批判俞平伯的“学术错误”，批判胡适的资产阶级唯心主义思想，批判胡风“反革命集团”，批判“丁、陈反党集团”（丁玲、陈企霞），批判章伯钧、罗隆基、徐燕荪、吴祖光、赵少侯、刘绍棠、邓友梅、从维熙等人的右派言论。

### 文革迫害

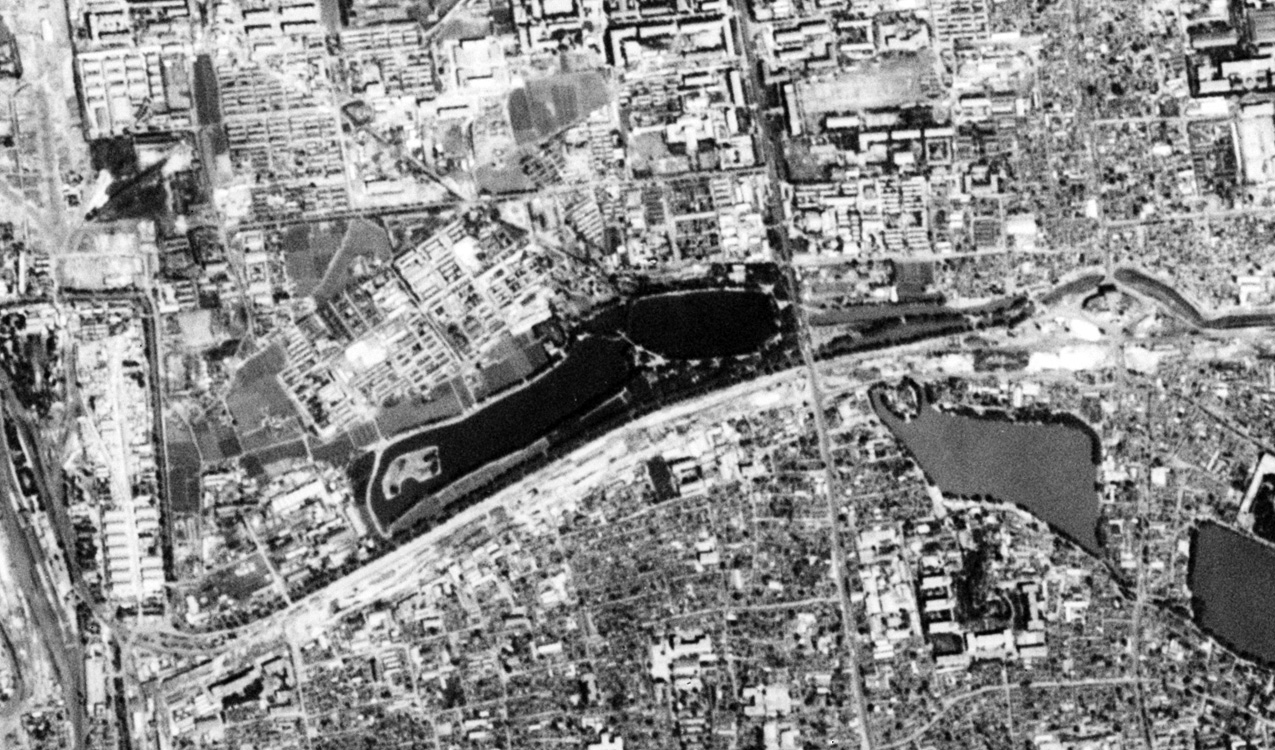
老舍跳湖一年后的太平湖

1966年8月23日，本应在家继续休养的老舍，到北京市文联参加文化大革命运动。23日下午，北京女八中（现北京市鲁迅中学）红卫兵冲击北京市文联，老舍与30多位作家、艺术家一道被挂上“走资派”、“牛鬼蛇神”、“反动文人”牌子，押至北京孔庙大成门前，被押着向焚毁京剧服装、道具的大火下跪，惨遭侮辱、毒打。血流满面、遍体鳞伤的老舍被押回北京市文联，又因还手“对抗红卫兵”而被加挂“现行反革命”牌子，遭到红卫兵变本加厉的残酷殴打，随后北京市文联革委会副主任浩然联系西长安街派出所把他接走，直至8月24日凌晨回到家中；而紅衛兵組織亦要求他24日上午到北京市文联继续接受批斗。8月24日清晨，傷心之至的老舍独自离家出走到北京城西北角外的太平湖畔；穿着白衬衫蓝裤子，又坐了大半夜。当日深夜，老舍于太平湖畔跳湖自盡，終年67岁。

### 恢復名譽
1978年初，老舍得到平反，恢復了“人民藝術家”的稱號。象徵性的骨灰盒裡面，放著老舍使用過的鋼筆、毛筆、眼鏡、一支手筆、一筒茉莉花茶和一小片被保留下來屬於他的血衣殘片。北京八寶山革命公墓裡，墨綠色花崗岩左下角有一副老舍浮雕銅像，圍繞銅像刻著幾道水波濺起的漣漪；兩邊漢白玉矮牆，一邊以菊花做成淺浮雕為背景，上面刻著老舍抗戰爆發前所寫的《入會誓辭》中的一句話：“文藝界盡責的小卒，睡在這裡。”

## 作品
老舍有文学语言大师的称号。其中包括三百多万字的小说，四十二部戏剧，约三百首旧体诗等。他的作品多为悲剧，作品的语言以北京方言为主，风格幽默。他的代表作是小说《骆驼祥子》和话剧《茶馆》，这两部作品现已列入中国初高中语文必读书目，和大学中文专业必读书目。《茶馆》也是新加坡和马来西亚高中华文文学必修的作品。
老舍一生写了约计800万字（另有一說為900万字）以上的文學作品，文革期間亦漏失了一些尚未發表的文章。其主要著作有：

### 长篇小说
- 《老张的哲学》1928年1月，上海商务出版社
- 《赵子曰（英语：Zhao Ziyue）》1928年4月，上海商务出版社
- 《二马（英语：Mr Ma and Son）》1931年4月，上海商务出版社
- 《猫城记》1933年8月，上海现代书店
- 《离婚》1933年8月，上海良友图书公司
- 《牛天赐传》1936年3月人间书屋初版。1948年7月改由晨光出版公司出版。
- 《文博士》又名《选民》，1940年11月，香港作者书社
- 《骆驼祥子》1939年3月，上海人间书屋；修改本，1955年1月，人民文学出版社
- 《火葬》1945年重庆黄河书局
- 《我這一輩子》1946年8月上海惠群出版社
- 《四世同堂》
  - 《第一部 惶惑》1946年1月上海良友图书印刷
  - 《第二部 偷生》1946年11月上海晨光出版公司
  - 《第三部 饥荒》1947年在美国完稿。最后13段的中文版已失，由英文版回译
- 《鼓书艺人》 马小弥由英文转译，1980年10月，人民文学出版社
- 《正红旗下》（未完成）1980年6月，人民文学出版社

### 中篇小说
- 《月牙儿》
- 《阳光》
- 《小坡的生日》，1934上海生活书店

### 短篇小说集
- 《赶集》1934年，上海良友图书
- 《樱海集》1935年，上海人间书屋社
- 《蛤藻集》1936年，上海开明出版社
- 《火车集》1939年，上海杂志公司。
- 《贫血集》1944年，文聿出版社。
- 《东海巴》1946年2月，上海新丰出版社
- 《微神》1947年4月，上海晨光出版社
- 《月牙集》1948年9月，上海晨光出版社
- 《集外》二十六篇短篇小说。

### 小說特色
老舍擅長描寫北京市民，特別是下層貧民的生活，具有濃郁的市井風味和北京地方色彩。他善於描寫普通的日常生活，在他的小說中，人物幾乎都是活動在非常平凡的生活中的。他擅用北京口語。文字簡樸明快，敘述談話，句式很短，生活味濃。
老舍善於塑造描寫人物，能抓往人物的特徵，勾劃出人物的面貌、神態，擅長心理描寫，往往借助景物的描寫來表現人物的具體感受。作品結構單純，線索清晰，諷刺幽默、輕鬆俏皮、別具一格。早期作品為笑而笑，則有油滑之弊。

### 剧本
- 《残雾》（话剧） 1940年4月，重庆，商务印书馆
- 《张自忠》 （话剧） 1941年1月，汉口，华中图书公司
- 《大地龙蛇》 (话剧） 1941年11月，国民图书出版社
- 《归去来兮》（话剧） 1943年2月，重庆，作家书屋
- 《国家至上》（话剧） 与宋之的合著，1943年7月，桂林，南方印书馆
- 《谁先到了重庆》（话剧） 1943年2月，重庆，重庆联友出版社
- 《桃李春风（英语：Peaches and Plums in the Spring Wind）》 又名《金声玉报》，与赵清阁合著，1943年12月，中西书局
- 《方珍珠》（话剧） 1950年10月，上海，晨光出版社
- 《龙须沟》（话剧） 1951年1月，北京，大众出版社
- 《龙须沟》 1951 大众书店
- 《过新年》（曲艺集） 1951年2月，上海，晨光出版社
- 《柳树井》（戏剧） 1952年2月，北京，宝文堂
- 《消灭病菌》（戏剧） 1952年5月，辽宁人民出版社
- 《春华秋实》（话剧） 1953年8月，北京，人民文学出版社
- 《大家评理》（戏剧） 1953年5月，北京，大众出版社
- 《西望长安》（话剧） 1955年9月，北京，大众出版社
- 《十五贯》（戏剧） 1956年10月，北京，人民出版社
- 《茶馆》 1957 《收获》杂志创刊号
- 《红大院》（话剧） 1959年5月，北京，作家出版社
- 《女店員》[29] 1959年6月，天津，百花文艺出版社
- 《青霞丹雪》（戏剧） 1959年7月，北京出版社
- 《青年突击队》（话剧） 1959年9月，北京，大众出版社
- 《全家福》（话剧） 1959年8月，北京，作家出版社
- 《宝船》（话剧） 1961年12月，北京，中国少年儿童出版社
- 《荷珠配》（话剧） 1962年4月，北京，中国戏剧出版社
- 《神拳》（话剧） 1963年5月，北京，中国戏剧出版社
- 《残雾》

### 诗集
- 《剑北篇（长诗集）》1941年
- 《老舍诗选》（旧体诗选）1980年九龙狮子会
- 《老舍旧体诗辑注》 1994年6月，中国矿业大学出版社
- 《民国诗集：老舍集》 2021年北岳文艺出版社

### 散文杂文
- 《福星集》（散文集） 1958年5月，北京出版社
- 《我爱新北京》（散文集） 1979年4月，北京出版社
- 《老舍生活与创作自述》（散文、创作经验合集） 1980年10月，香港三联书店
- 《老舍写作生涯》（散文集） 1981年5月，天津，百花文艺出版社
- 《老舍散文选》 1984年5月，天津，百花文艺出版社
- 《老舍序跋集》 1984年10月，广州，花城出版社

### 合集
- 《老舍剧作全集》共4卷，1982年中国戏剧出版社。包括19部剧本
- 《老舍文艺评论集》1982年安徽人民出版社
- 《老舍文集》共16卷，1990年人民文学出版社
- 《老舍书信集》 1992年6月，百花文艺出版社
- 《老舍英文书信集》 1993年3月，天津勤缘出版社
- 《老舍小说全集》共11册，1993年长江文艺出版社。包括长篇小说18部，中篇1部，短篇集5部和集外26篇短篇
- 《老舍全集》共19卷，1998年人民文学出版社

### 文學地位
老舍以長篇小說和劇作著稱於世。他的作品大都取材於市民生活，為中國現代文學開拓了重要的題材領域。他所描寫的自然風光、世態人情、習俗時尚，運用的群眾口語，都呈現出濃郁的「京味」。優秀長篇小說《駱駝祥子》、《四世同堂》便是描寫北京市民生活的代表作。他的作品已被譯成20余種文字出版，以具有獨特的幽默風格和濃郁的民族色彩，以及從內容到形式的雅俗共賞而贏得了廣大讀者的好评。

## 家庭
- 曾祖父舒关保，曾祖母舒马氏
- 祖父舒克勤，祖母舒孟氏
- 父亲舒永寿（1863—1900）死于八国联军侵华，母舒马氏（1857—1942）
- 大姐舒静守（1878—1953），大姐夫佟多甫
- 二姐傅舒氏（1880—1958）
- 三姐赵舒氏（1887—1967）
- 兄舒庆瑞（字子祥，1892—1962）
- 妻：胡絜青（1905年12月23日—2001年5月21日），画家。
  - 长女：舒济（1933年9月5日生）生于济南，北京老舍纪念馆馆长。
  - 儿子：舒乙（1935年8月16日—2021年4月21日）生于青岛，原中国现代文学馆馆长。
  - 次女：舒雨（1937年8月1日生）生于青岛，北京第二外国语学院教授。
  - 三女：舒立（1945年2月4日生）生于重庆。[30][31][32][33][34]

## 紀念
- 老舍出生地(1899)：北京市西城區什刹海街道西巷社區小楊家衚衕8號院
- 老舍齊大故居(1930)：山東省濟南市歷下區齊魯大學辦公樓麥柯密古樓二樓單身宿舍
- 老舍濟南故居(1931-1934)：山東省濟南市歷下區南新街58號
- 老舍青島故居(1934)：山東省青島市即墨區金口鎮金口三路2號
- 老舍青島故居(1936)：山東省青島市市南區黃縣路12號
- 駱駝祥子博物館：山東省青島市市南區黃縣路12號
- 老舍故居暨北碚文協舊址(1943-1946)：重慶市北碚區天生街道天生新村63號
- 老舍重慶舊居(1943-1946)：重慶市北碚區天生街道天生新村65號
- 老舍東城故居(1950-1966)：北京市東城區東華門街道燈市口西街豐富胡同19號
- 老舍墓：北京市石景山區石景山路9號北(八寶山革命公墓)
- 老舍紀念館(1997)：中國北京市東城區東華門街道燈市口西街豐富衚衕19號

### 故居
老三八东城区灯市西街丰富胡同。院落中种植有菊花、昙花，东次间墙上掛有一幅菊花图，和一幅书法：“伤心京华太平水，湖底竭时泪不乾”。
在故居中，摆放有老舍在英国使用过的酒壶，在美国使用过的金丝眼镜和台历，有老舍结婚时的银牌、银盾，老舍点题齐白石作的画以及老舍收藏的字画、扇面等。还有社会人士捐献的珍贵老照片，譬如1918年老舍在北京师范学校的毕业班合影照片，1938年中华全国文艺界抗敌协会成立大会合影等。

### 引用
1. ↑  . 人民日报海外版. 2003-04-30.
2. 1 2  关纪新. . 中国社科院民族文学研究所. 2006-10-31.
3. 1 2  李玲等. . . 2022-01-20.
4. ↑  . 中国新闻网.
5. ↑  魏韶华　李雅坤 2006—2016年老舍研究述评 《东方论坛》2018年第4期
6. ↑  . bbc中文. 2011-05-30.
7. ↑  潘妤; 张喆; 栾梦. . 澎湃新闻·文化课.   [2025-01-07].
8. ↑  . 凤凰网.   [2021-04-22]. （原始内容存档于2021-04-24） （中文）.
9. ↑  . 中新网. 2009-02-09  [2021-04-22]. （原始内容存档于2021-04-22） （中文）.
10. ↑  . chiculture.org.hk.   [2024-09-23] （英语）.
11. ↑  .   [2012-01-15]. （原始内容存档于2020-09-09）.
12. ↑  .   [2012-01-15]. （原始内容存档于2020-03-26）.
13. ↑  啓功. . 北京師範大學出版社. 2004.
14. ↑  关纪新. . 辽宁民族出版社. 2008.
15. ↑  崔明芬.  (PDF). 澳門理工學報. 2004: 123頁  [2021-02-15]. ISSN 0874-1824. （原始内容存档 (PDF)于2021-02-15）.
16. ↑  付立松. . 民族文学研究 (北京: 中国社会科学院民族文学研究所). 2023, (1): 68-77  [2024-01-25]. （原始内容存档于2023-03-20） （中文（简体））.
17. ↑  舒乙. . 解放日报. 2011-10-10  [2021-02-23]. （原始内容存档于2021-04-10） –华夏经纬网.
18. ↑  趙爾巽等撰，《清史稿·列传二百八十二·忠義九》：时阵亡者……天安门有护军参领玉山，副护军参领双福，护军校花连布，侍卫润志，前锋岐俊，护军永寿……
19. ↑  《“五四”给了我什么》、《老舍文集（十四）》：1995年，人民文学出版社
20. ↑  . 中新网.   [2024-07-02]. （原始内容存档于2024-04-12）.
21. ↑  张希坡. . 北京: 中共党史出版社. 2009-08: 657. ISBN 978-7-5098-0341-7.
22. ↑  老舍. . 中国当代政治运动史数据库.   [2025-01-07].
23. ↑  老舍. . 公共数据开放平台. 人民日报.   [2025-01-07].
24. ↑  老舍. . 公共数据开放平台.   [2025-01-07].
25. ↑  老舍. . 中国当代政治运动史数据库.   [2025-01-07].
26. ↑  傅光明. . 光明网.   [2025-01-07].
27. ↑  浩然口述老舍之死：挨批斗曾发怒打了红卫兵 （页面存档备份，存于），新华网
28. ↑  老舍之死的两种说法 （页面存档备份，存于），中国网
29. ↑  刘平. . 武汉: 武汉出版社. 2007: 115. ISBN 9787543037755.
30. ↑  .   [2015-04-01]. （原始内容存档于2021-04-10）.
31. ↑  .   [2015-04-01]. （原始内容存档于2016-06-22）.
32. ↑  .   [2015-04-01]. （原始内容存档于2021-03-19）.
33. ↑  .   [2015-04-01]. （原始内容存档于2020-12-17）.
34. ↑  .   [2015-04-01]. （原始内容存档于2020-12-17）.

## 研究書目
- 王潤華：《老舍小說新論》（上海：學林出版社，1995）。
- 王德威著，胡曉真等譯：《寫實主義小說的虛構：茅盾，老舍，沈從文》（上海：復旦大學出版社，2011）。
- 李姃宣：〈论老舍的幽默（页面存档备份，存于）〉。
- 伊藤敬一：〈《微神》小论（页面存档备份，存于）〉。
- 陳建華：〈老舍“火”了——读短篇小说《“火”车》〉，頁10-15。
- 楊瑞松：〈從「正紅旗下」到紅旗下:老舍的「祖國」之愛〉，頁295-330。
- 傅光明，《老舍之死口述实录》，复旦大学出版社，2009，ISBN 9787309064445

## 外部連結
- 老舍研究（页面存档备份，存于）
- 北京老舍紀念館（页面存档备份，存于）
- 老舍纪念网页